# إديث جيرارد
إديث جيرارد (بالفرنسية: Édith Girard)‏ هي مهندسة معمارية فرنسية، ولدت في 5 مارس 1949، وتوفيت في 6 سبتمبر 2014 بسبب سرطان.